# Wilhelm Blutbacher
Wilhelm Blutbacher (* 1. April 1888 in Ludwigsburg; † 2. Februar 1959 ebenda) war ein deutscher Maler, Grafiker und Glasmaler.

## Leben und Werk
Blutbacher absolvierte zunächst eine Lehre als Dekorationsmaler und besuchte die Stuttgarter Kunstgewerbeschule. Von 1910 bis 1914 studierte er bei Robert Poetzelberger, Carlos Grethe, Heinrich Altherr und Friedrich von Keller an der Stuttgarter Kunstakademie. Von 1914 bis 1918 nahm er am Ersten Weltkrieg teil und geriet in Griechenland in Gefangenschaft. Ab 1919 setzte er sein Studium an der Stuttgarter Kunstakademie bei Robert Poetzelberger und Heinrich Altherr fort. Er unternahm Studienreisen nach Italien, Spanien und in die Schweiz.
1926 nahm er erstmals an einer Ausstellung der Stuttgarter Sezession teil. 1931 nahm er an der Ausstellung der Juryfreien Künstlervereinigung Stuttgart teil. Nach 1945 führte Blutbacher mehrere Aufträge für Wandgestaltungen in Ludwigsburg (Erlöserkirche, zusammen mit Heinrich Kübler) und in Marbach am Neckar (Aussegnungshalle am Friedhof) aus.
1953 beteiligte er sich mit zwei Ölgemälden an der Dritten Deutschen Kunstausstellung in Dresden und 1957 nahm er an der Kollektivausstellung des  Württembergischen Kunstvereins teil.
Von März bis April 1968 führte die Ludwigsburger Galerie Voelter eine Gedenkausstellung mit ungefähr 100 Werken (Ölbilder, Aquarelle, Mischtechniken und Zeichnungen) durch.  1988 veranstaltete das Städtische Museum Ludwigsburg eine Gedenkausstellung.

## Ausstellungen
- 1968 (16. März–20. April) Wilhelm Blutbacher, 1. April 1888 – 2. Februar 1959, Ölbilder, Aquarelle, Mischtechniken, Zeichnungen (Galerie Voelter, Ludwigsburg)
- 1988 (15. April–19. Mai): Wilhelm Blutbacher (1888-1959) (Städtisches Museum Ludwigsburg)[5]